# André Maugars
André Maugars (1580 circa – 1645 circa) è stato un gambista e traduttore francese.

## Biografia
André Maugars fu un apprezzato suonatore di viola da gamba attivo negli ambienti della corte francese. Nulla è noto sulla sua nascita e la sua formazione. Le poche notizie sulla sua biografia provengono in gran parte dalle Historiettes del contemporaneo Gédéon Tallemant des Réaux.
Verso il 1625 Maugars si recò a Londra come musicista al seguito di Enrichetta Maria di Borbone-Francia, andata in sposa a Carlo I d'Inghilterra in quell'anno, e vi restò fin verso il 1627. In quegli anni probabilmente suonò nell'orchestra della corte del re Giacomo I d'Inghilterra.
Ritornato in Francia fu nominato interprete dall'inglese del re Luigi XIII. Lavorò anche come traduttore di testi inglesi, pubblicando le traduzioni in francese di due saggi del filosofo Francesco Bacone: Le progrez et avancement aux sciences divines et humaines (tit. orig.: Advancement of Learning) nel 1624, e le Considérations politiques pour entreprendre la guerre contre l'Espagne (tit. orig.: Considerations touching a war with Spain) nel 1634.
Entrò al servizio del cardinale Richelieu come suonatore di viola da gamba. Il porporato francese gli fece ottenere nel 1630 la carica di priore del monastero di St. Pierre-Eynac a Le Puy-en-Velay in Alvernia, e lo inviò poi in una missione in Spagna al seguito del diplomatico Guillaume Bautru.
Nel 1636 Marin Mersenne menzionò Maugars, con il belga Nicolas Hotman, come i due migliori suonatori di viola da gamba attivi a Parigi, apprezzandone la bravura nell'arte della diminuzione e la delicatezza nell'uso dell'arco.
Perso il favore del cardinale per uno screzio che coinvolse la persona del re in occasione di un concerto, nel 1638 trovò bene allontanarsi da Parigi, e intraprese un viaggio in Italia. Nel soggiorno italiano visitò importanti centri come Venezia e Roma, lasciandoci una straordinaria testimonianza della vita musicale italiana in un resoconto, forse indirizzato al cardinale Richelieu: la Responce faite à un curieux sur le sentiment de la musique d'Italie (1639), pubblicata postuma nel 1672 col titolo Discours sur la musique d'Italie et des opéra.

La relazione di Maugars offre un'eccezionale panoramica sugli stili e le prassi nella musica italiana del tempo, corredandola di vivide e puntuali descrizioni della musica sacra, in particolare di quella policorale, della musica vocale da camera, dell'oratorio e della cantata, come pure dei nuovi stili di musica strumentale, con un fugace accenno all'opera definita come comédie musicale. Nel suo resoconto Maugars riferisce anche di alcuni celebri musicisti, le cui esibizioni aveva potuto ascoltare di persona a Roma, come il clavicembalista Girolamo Frescobaldi, l'arpista Orazio Michi, e i cantanti Loreto Vittori e Leonora Baroni, e a Venezia, come Claudio Monteverdi, nel suo ruolo di maestro della cappella musicale di San Marco.